# Ромео і Джульєтта
«Ромео і Джульєтта», первинно в українському перекладі «Ромео та Джульєта» (англ. «Romeo and Juliet») — трагедія англійського письменника Вільяма Шекспіра, в якій розповідається про трагічне кохання двох нащадків ворожих веронських родин. Написана англійською близько 1595 року. За життя Шекспіра видавалася 4 рази (1597, 1599, 1609, дата 4-го видання невідома). 1623 року надрукована в Першому фоліо.

## Історія
Безпосереднім джерелом трагедії була поема Артура Брука «Трагічна історія Ромеюса та Джульєтти» (англ. «The Tragicall Historye of Romeus and Juliet»), однак ще до Брука ця старовинна італійська легенда переповідалася багато разів. Її обробка зустрічається в «Новеліо» Мазуччо від 1476. Луїджі да Порто в «Історії двох закоханих», опублікованій у 1524, переніс дію з Сієни до Верони і дав дійовим особам імена Ромео та Джульєтта. В «Божественній комедії» Данте зустрічаються імена ворожих сімей Монтеккі й Капулетті. У 1553 сюжет використав Бальдері у «Нещасливому коханні». Вивів його також Маттео Банделло у «Новелах» у 1554, Луїджі Гротто в «Адріані» в 1578. П'єр Буато переклав новелу Банделло французькою мовою. Цей переклад був використаний Пойнтером, англійський переклад якого увійшов до збірки «Палац насолоди» (1565—1567). Саме звідти його почерпнув був Артур Брук, у якого запозичив матеріал Шекспір.
«Ромео і Джульєтта» належить до трагедійного періоду творчості барда. Ця трагедія не схожа на пізніші: в ній багато комедійного, ліричного, фарсового. Трагічна доля героїв не є результатом провини, а є очищенням роду шляхом страждання.
Трагедія Ромео та Джульєтти викликала великий інтерес у найрізноманітніших мистецтвах. На цю тему створено цілу низку музичних поем, серед авторів яких Гуно, Берліоз, Свендсен, Чайковський, Прокоф'єв. На канві п'єси побудований мюзикл Бернстайна «Вест-Сайдська історія».
Перша екранізація датується 1911 роком. Фільми за мотивами п'єси знімали Кастеланні (1954) та Дзефіреллі (1968).
Українською виставу «Ромео і Джульєтта» вперше поставили 1938 року Дніпропетровський ТЮГ ім. Пушкіна та Харківський ТЮГ ім. Горького в перекладі.[джерело?] У 1951 році Миколаївський театр ім. XXX-річчя ВЛКСМ представив свою версію вистави, базованій на українському перекладі.[джерело?] Сучасна інтерпретація - вистава "Джульєтта і Ромео" - наразі грається акторами Національного академічного драматичного театру ім. Лесі Українки.

## Сюжет
Між знатними веронськими родинами Монтеккі й Капулетті триває багатовікова ворожнеча. Після суперечки слуг спалахнула нова сутичка між панами. Герцог Веронський Ескалус після марної спроби відновити мир між ворогуючими родинами оголошує, що відтепер винуватець кровопролиття заплатить за це власним життям.
Юний Ромео з роду Монтеккі не брав участі в сутичці. Невзаємно закоханий в холодну красуню Розалін, кузину і подругу Джульєтти Капулетті, він воліє вдаватися до сумних роздумів. Його двоюрідний брат Бенволіо та друг Меркуціо, родич Герцога Веронського, намагаються підбадьорити юнака своїми жартами.
У будинку Капулетті готується веселе свято. Синьйор Капулетті посилає слугу до знатних людей Верони із запрошенням на бал. Годувальниця його єдиної дочки Джульєтти кличе свою улюбленицю до синьйори Капулетті. Мати нагадує 13-річній дівчині, що вона вже доросла й увечері на балу її чекає зустріч з нареченим — молодим і красивим графом Парісом, який є родичем Герцога.
Меркуціо та Бенволіо вмовляють Ромео пробратися разом з ними на бал у будинок Капулетті, одягнувши маски. Там буде й Розалін — племінниця господаря будинку. Бал у розпалі. Тібальт, двоюрідний брат Джульєтти, упізнає в Ромео представника ворожої родини. Синьйор Капулетті зупиняє запального Тібальта. Але Ромео нічого не помічає. Забувши про Розалін, він не може відірвати очей від незнайомки, якою виявляється Джульєтта. Вона теж відчуває нездоланний потяг до юнака. Ромео цілує Джульєтту і вони дізнаються, яка прірва ворожнечі їхніх родин розділяє їх. 
Джульєтта вголос мріє про Ромео. Ромео приходить під її вікно та чує ці промови. Він відповідає на них палким освідченням. Під покровом ночі закохані клянуться одне одному в любові й вірності.
Не заходячи додому, Ромео прямує до ченця Лоренцо просити його якомога швидше повінчати їх з Джульєттою. Лоренцо спочатку відмовляється, але потім погоджується, розраховуючи, що союз Ромео та Джульєтти покладе край ворожнечі. Через Годувальницю закохані домовляються про таємну церемонію.
У той же день один з одним стикаються Тібальт і Меркуціо. Сварка швидко переходить у бій на шпагах. Бенволіо марно намагається розняти супротивників. Тібальт смертельно ранить Меркуціо. Ромео в люті кидається за Тібальтом. Після довгої запеклої боротьби Ромео вбиває Тібальта.
Джульєтта дізнається від Годувальниці про смерть двоюрідного брата та про рішення Герцога вигнати Ромео з Верони. Лоренцо втішає юнака, радячи йому сховатися в сусідньому місті Мантуї.
Наступного ранку батьки Джульєтти кажуть їй, що вона повинна стати дружиною Паріса, і не бажають слухати її заперечень. Джульєтта в розпачі. Вона готова навіть ужити отруту, але Лоренцо пропонує їй випити особливе зілля, яке занурить її в сон таким чином, аби всі вирішили, що вона померла, і дочекатись таємного вінчання.
Ромео, прийшовши на домовлене місце до часу, бачить Джульєтту та, думаючи, що вона мертва, випиває отруту, убивши перед цим Паріса. Джульєтта прокидається й у розпачі, бачачи труп Ромео, заколює себе. Над тілами своїх дітей глави сімейств Монтеккі і Капулетті забувають про криваву ворожнечу й тиснуть одне одному руки. 

## Дійові особи
| Правлячий дім Верони - Ескалус — герцог Верони. - Паріс — молодий вельможа, родич герцога. - Меркуціо — родич герцога і друг Ромео. Дім Капулетті - Капулетті — голова дому Капулетті. - Синьйора Капулетті — дружина Капулетті. - Джульєтта — донька Капулетті. - Тібальт — двоюрідний брат Джульєтти, небіж синьйори Капулетті. - Годувальниця Джульєтти. - П'єтро, Самсоне, Грегоріо — слуги Капулетті. | Дім Монтеккі - Монтеккі — голова дому Монтеккі. - Синьйора Монтеккі — дружина Монтеккі. - Ромео — син Монтеккі. - Бенволіо — небіж Монтеккі й друг Ромео. - Абрам, Балтазар — слуги Монтеккі. Інші персонажі - Брат Лоренцо — чернець-францисканець. - Брат Джованні — чернець того ж ордену. - Аптекар - Хор, який читає пролог до перших двох дій. |

## Театральні постановки
У 2025 році виставу «Ромео і Джульєтта» зіграли у кар'єрі Румму (Естонія). У пшуках нового звучання п'єси вдалися до інтерпретація історії із залученням важкої техніки й транспортних засобів.

## Переклади українською
Перший переклад трагедії «Ромео та Джульєтта» українською мовою зробив Панько Куліш наприкінці 1890-х. Переклад вперше надрукувало Львівське видавництво НТШ у 1901 році за редакцією Івана Франка. У 1928 році переклад Куліша знову було надруковано, але цього разу за редакцією та з виправленнями Миколи Вороного. Вороний спробував підновити, осучаснити Кулішів переклад, зробити його придатнішим для читання та можливої вистави.
У 1932 році п'єсу переклав український поет Василь Мисик, але у зв'язку з арештом перекладач не зміг видати цей переклад своєчасно, а потім часу для внесення належних виправлень вже не вистачило. Вперше переклад Мисика надруковано вже посмертно у журналі «Прапор» у 1988 році.
Згодом, у 1937 році трагедію переклав перекладач, музикознавець, театрознавець, та театральний критик Абрам Гозенпуд. Цей переклад містить передмову, у якій перекладач розглядає питання датування та перші видання твору в Англії, його джерела, основну проблематику та образи героїв. Гозенпуд захистив кандидатську дисертацію на тему «Шекспір і музика» й присвятив значну частину передмови питанням сценічної історії трагедії, зокрема її музично-сценічному оформленню та тлумаченню.
У 1952 році у двотомному виданні творів Вільяма Шекспіра вийшов переклад Ірини Стешенко, який пізніше увійшов також до тритомника (1 том, 1964 рік) та шеститомника творів Шекспіра (2 том, 1985 рік).
У 1957 році у Мюнхенському видавництві «На горі» у серії «Світовий театр» виходить український переклад трагедії «Ромео і Джульєтта» Ігоря Костецького. Через свою малодоступність переклад майже невідомий широкому читацькому загалу. Це видання містить передмову перекладача під назвою «Презнаменита й прежалісна трагедія Ромео та Джульєтти. По-українському наново переказана».
В 2016 році з'явився переклад Юрія Андруховича. У ньому перекладач, як свого часу й Костецький, відходить від необарокової й переходить до постмодерністської традиції перекладу.
Загалом, станом на 2017 рік «Ромео і Джульєтта» налічував сім українських перекладів, створених у різні роки ХІХ-ХХІ ст. такими майстрами, як Панько Куліш (надруковано у 1901 році за редакцією Івана Франка, у 1928 році за редакцією Миколи Вороного), Василь Мисик (перекладено у 1932 році, надруковано у 1988 році), Абрам Гозенпуд (1937 рік), Ірина Стешенко (1952 рік), Ігор Костецький (1957 рік), Юрій Андрухович (2016 рік), та Гнат Хоткевич (рукопис).
Перелік опублікованих українських перекладів
- (рукопис) Вільям Шекспір. Ромео та Джульетта. Переклад з англійської: Панько Куліш // Інститут літератури імені Т. Шевченка НАН України. Відділ рукописів і текстології. Фонд П. О. Куліша. Од. зб. XVIII 43/7. 71 аркуш.
  - (редакція Франка) Вільям Шекспір. Ромео та Джульєтта. Переклад з англійської: Панько Куліш за редакцією Івана Франка. Львів: Друкарня НТШ, 1901. 132 стор.
  - (редакція Вороного) Вільям Шекспір. Ромео і Джульєтта. Переклад з англійської: Панько Куліш за редакцією та з виправленнями Миколи Вороного. Харків: Український робітник, 1928. 150 стор.

- (передрук) Вільям Шекспір. Ромео і Джульєтта. Пер. з англ.: Панько Куліш за редакцією та з виправленнями Миколи Вороного // Вільям Шекспір. Ромео і Джульєтта; Багато галасу з нічого. Пер. з англ: М. Вороний, І. Стешенко. Київ: Альтерпрес, 1998. 223 стор. ISBN 966-542-061-5 («Нова шкільна бібліотека»)

- Вільям Шекспір. Ромео і Джульєтта. Переклад з англійської: Василь Мисик // журнал «Прапор». № 9 (стор. 3–41); № 10. стор. 8–55 за 1988 рік. (прим.: перекладено у 1932 році)[14]
  - Вільям Шекспір «Ромео і Джульєтта». Переклад Василя Мисика. Підготовка видання, післямова — Елеонора Соловей. Видавець — Анатолій Стожук. Харків, «Майдан», 2019[15]
- Вільям Шекспір. Ромео і Джульєтта. Переклад з англійської: Абрам Гозенпуд. Київ: Мистецтво, 1937. 199 стор.
- Вільям Шекспір. Презнаменита й прежалісна трагедія Ромео та Джульєтти. Переклад з англійської: Ігор Костецький. Мюнхен: Видавництво «На горі». Серія «Світовий театр», 1957. 101 стор.
- Вільям Шекспір. Ромео і Джульєтта. Переклад з англійської: Ірина Стешенко // Вільям Шекспір. Вибрані твори у 2 т: Том 2. Київ: Мистецтво. 1952. 671 стор. : ?—?
  - (передрук) Уїльям Шекспір. Ромео і Джульєтта. Переклад з англійської: Ірина Стешенко // Уїльям Шекспір. Твори в 3 томах: Том 1. Київ: Дніпро, 1964. Т. 1. 783 стор.: ?—?.
  - (передрук) Вільям Шекспір. Ромео і Джульєтта. Переклад з англійської: Ірина Стешенко // Вільям Шекспір. Твори у 6 томах: Том 2.. Київ: Дніпро, 1985. Т. 2. 624 стор.: 311—413.
- Вільям Шекспір. Ромео і Джульєтта. Переклад з англійської: Юрій Андрухович. Київ: А-БА-БА-ГА-ЛА-МА-ГА, 2016. 208 стор. ISBN 978-617-585-096-1

Перелік неопублікованих українських перекладів
- (прозовий рукописний варіант) Шекспір У. Ромео і Джульетта / Пер. Гнат Хоткевич. Автогр. зберігаються в ЦДІА України у Львові, ф. № 688, оп. 1, зв'язка № 10, од. зб. № 164, 166, 167.[16]

Перелік українськомовних переказів для дітей
- Вільям Шекспір (переказ Барбари Кіндерманн за Вільямом Шекспіром). Ромео і Джульєтта. Українською переповіла з німецької: Леся Воронина; малюнки: Кріста Унцнер. Київ: Темпора; Київ: Прудкий равлик, 2011. 36 стор. (Світова література для дітей). ISBN 978-617-569-030-7
- Ромео і Джульєтта [Текст] / Вільям Шекспір ; знамениту трагедію переказала для дітей та юнацтва Дзвінка Федорців ; [іл. Луцій Россі та ін.]. - 2-ге вид., перероб. - Львів : Апріорі, 2023. - 100, [2] с. : іл. - (Літературна скарбничка). - 1000 прим. - ISBN 978-617-629-796-3